# Hispidophila sophoniae
Hispidophila sophoniae är en stekelart som beskrevs av Lin 2002. Hispidophila sophoniae ingår i släktet Hispidophila och familjen hårstrimsteklar. Inga underarter finns listade i Catalogue of Life.